# Новая Деревня (Бурятия)
Но́вая Дере́вня — село в Кабанском районе Бурятии. Входит в сельское поселение «Красноярское».

## География
Расположено в 2,5 км к юго-востоку от центральной части села Красный Яр, центра сельского поселения, в 1 км к востоку от русла реки Селенги.

## Население
| 2002 | 2010 |
| ---- | ---- |
| 80   | ↘60  |